# 琴尾旗鱂
琴尾旗鱂，俗稱黃金火焰鱂，為輻鰭魚綱鯉齒目假鰓鱂科的其中一種。

## 分布
本魚分布於非洲喀麥隆、加彭、剛果及安哥拉的溪流。

## 特徵
本魚體型修長，背部扁平。雄魚身體底色以橘黃至橘紅色為底，體側有許多紅色斑點，斑點多隨機分佈，雌魚與雄魚相似，但鰭更短，無彩色斑紋。體長可達6公分。

## 生態
本魚棲息在雨林中小溪或沼澤，喜群游，屬肉食性，以蠕蟲、甲殼動物與昆蟲等為食。

## 經濟利用
為體色鮮艷的觀賞魚，喜歡陰暗、水草茂密的魚缸。